# Masacrul din Texas
Masacrul din Texas (The Texas Chainsaw Massacre în original) este o serie cinematografică de filme de groază formată din șase filme, benzi desenate și un joc video care are îl are ca și protagonist și criminal în serie pe Față de Piele.
Filmul original și continuarea acestuia au fost regizate de Tobe Hooper, apoi celelalte filme au fost regizate de alți regizori care au păstrat mecanismele primului film.. S-au făcut trei continuări, un remake și un prequel. Toate filmele aparțin genului splatter și slasher.

## Seria

### Seria originală
1. Masacrul din Texas (The Texas Chainsaw Massacre, 1974), de Tobe Hooper
2. Masacrul din Texas - Partea a II-a (The Texas Chainsaw Massacre 2, 1986), de Tobe Hooper
3. Masacrul din Texas 3 (Leatherface: The Texas Chainsaw Massacre III, 1990), de Jeff Burr
4. Masacrul din Texas 4 (The Texas Chainsaw Massacre: The Next Generation, 1994), de Kim Henkel

### Remake-ul
- Masacrul din Texas (The Texas Chainsaw Massacre, 2003), de Marcus Nispel

### Prequel-ul
- Masacrul din Texas- Începuturile (The Texas Chainsaw Massacre - The Beginning, 2006), de Jonathan Liebesman

### Prezentare generală
| Film                                                | Regizor            | Scenarist(i)                 | Producător(i)                                                                 |
| The Texas Chain Saw Massacre (1974)                 | Tobe Hooper        | Kim Henkel și Tobe Hooper    | Tobe Hooper                                                                   |
| The Texas Chainsaw Massacre 2 (1986)                | Tobe Hooper        | L. M. Kit Carson             | Yoram Globus și Menahem Golan                                                 |
| Leatherface: The Texas Chainsaw Massacre III (1990) | Jeff Burr          | David Schow                  | Robert Engelman                                                               |
| Texas Chainsaw Massacre: The Next Generation (1994) | Kim Henkel         | Kim Henkel                   | Robert Kuhn și Kim Henkel                                                     |
| The Texas Chainsaw Massacre (2003)                  | Marcus Nispel      | Scott Kosar                  | Michael Bay, Mike Fleiss, Kim Henkel și Tobe Hooper                           |
| The Texas Chainsaw Massacre: The Beginning (2006)   | Jonathan Liebesman | Sheldon Turner               | Michael Bay, Mike Fleiss, Kim Henkel, Brad Fuller, Andrew Form și Tobe Hooper |
| Texas Chainsaw 3D (2013)                            | John Luessenhop    | Adam Marcus & Debra Sullivan | Mark Burg, Carl Mazzocone                                                     |

## Personaje

### Familiile Sawyer/Hewitt
- Față de Piele - Antagonistul principal al seriei. Numele său adevărat este Bubba Sawyer Jr. și este un canibal,retardat mintal ucigaș în serie. În remake numele lui este Thomas Hewitt. Apare în toate filmele.
- Drayton Sawyer - Fratele lui Leatherface, și bucătarul familiei, specializat în gătirea cărnii de oamenii și vinderea acesteia. Apare în filmul original și în prima continuare.
- Autostopistul : Fratele lui Leatherface, este un autostopist canibal și de asemenea și un profanator de morminte.Moare la sfârșitul primului film,după ce este călcat de un tir.
- Bunicul : Bunicul lui Leatherface, este un foarte bătrân muncitor la un abator împreună cu Leatherface și frații lui. Apare în primele patru filme ale seriei.
- Bunica:Numele ei adevărat este Amelia Sawyer.Cadavrul ei este păstrat în casa familiei Sawyer.
- Chop Top : Îl cheamă " Robert William Sawyer " . Fratele lui Leatherface, este un veteran al Războiului din Vietnam, canibal ca întreaga sa familie. Apare numai în al doilea film al seriei.
- Străbunica : Cel mai bătrân personaj al familiei.Ține în mână o drujbă și ei i se mai spune și 'Străbunica din Raiul Drujbelor'.Apare doar în al doilea film.
- Edward "Tex" Sawyer : Fratele lui Leatherface, este un cowboy autostopist, canibal ca și toată familia sa. Este omorât de către Benny. Apare doar în al treilea film al seriei.
- Tech"Tinker"Sawyer : Fratele lui Leatherface, este un canibal cu un cârlig în loc de mâna sa dreaptă. Apare numai în al treilea film al seriei.
- Alfredo Sawyer: Fratele lui Leatherface, lucrează la o benzinărie și este un depravat și dement. Apare numai în al treilea film al seriei.
- Mama: Mama lui Leatherface și a fraților săi. Este o femeie vârstnică care folosește un amplificator pentru a vorbi.Moare atunci când Benny bombardează casa familiei Sawyer. Apare numai în al treilea film al seriei.
- Fetița : Fiica lui Leatherface, a fost născută probabil dintr-un viol. Nu i se știe adevăratul nume. Are o păpușă pe nume "Sally ".Acest nume este probabil o aluzie la Sally Hardesty,supraviețuitoarea filmului original.
- Vilmer Sawyer : Fratele lui Leatherface. Are un picior robotic controlat de o telecomandă.Lucrează cu o mașină.Apare numai în al patrulea film al seriei.
- W.E. Sawyer : Fratele lui Leatherface, este un redneck.Vorbește des în citate și trage cu pușca. Apare numai în al patrulea film al seriei.
- Darla Sawyer : Soția lui Vilmer și presupusa soră a lui Leatherface și a lui W.E., este unicul membru al familiei Sawyer care pare sănătos. Apare numai în al patrulea film al seriei.
- Bunicul(celălalt) : Apare la cina din al patrulea film,stând lângă W.E și vorbind cu un cuțit în mână.
- Emery Sawyer : Verișoara lui Față de Piele și a fraților lui.
- Velma Sawyer : A murit tânără. Este mama lui Drayton,fratele lui Edward și al lui Leatherface.
- Sparky : Câinele autostopistului. Stă într-o colibă și îi lipsește o parte din față.
- Luda May Hewitt - Mama lui Leatherface din remake și din prequel.
- Charlie "Șeriful Hoyt" Hewitt - Fratele lui Leatherface din remake și din prequel.
- Bătrânul Monty Hewitt - Unchiul lui Leatherface din remake și din prequel.
- Henrietta Hewitt - Verișoara lui Leatherface din remake și din prequel .
- Jedidiah Hewitt - Nepotul lui Leatherface și fiul adoptiv al lui Henrietta din remake.
- Doamna cu ceaiul Hewitt-Mătușa lui Leatherface,nu i se știe numele,mama Henriettei din remake si prequel.

### Protagoniști
- Sally Hardesty - Final girl din primul film.
- Vanita "Stretch" Brock - Final girl din cel de-al doilea film.
- Locotenent "Lefty" Enright - Unchiul lui Sally și un protagonist al celui de-al doilea film.
- Michelle - Final girl din cel de-al treilea film.
- Benny - Protagonistul celui de-al treilea film.
- Jenny - Final girl din al patrulea film.
- Erin - Final girl din remake.
- Chrissie - Protagonista din prequel, ucisă de Leatherface.
- Heather Miller/Edith Sawyer-verișoara lui Leatherface,final girl din Masacrul din Texas 3D

### Jocul video
În 1982 a fost făcut un joc video pentru consola Atari 2600 de la compania Wizard Video bazat pe filmul original Masacrul din Texas . Totuși,după ce a fost vândut a provocat controverse din cauza violenței excesive din joc iar unele magazine nici nu l-au vândut.